# Bournoncle-Saint-Pierre
Bournoncle-Saint-Pierre es una comuna francesa situada en el departamento de Alto Loira, en la región de Auvernia-Ródano-Alpes.

## Demografía
| 1153 | 1142 | 1101 | 1049 | 994 | 954 | 1027 |
| Para los censos de 1962 a 1999 la población legal corresponde a la población sin duplicidades (Fuente: INSEE [Consultar]) |      |      |      |     |     |      |